# AFP Giovinazzo
La AFP Giovinazzo es un equipo de hockey patines de la localidad italiana de Giovinazzo, en la región de Pulla. Fue fundado en 1965 y actualmente disputa la Serie B italiana, la tercera categoría estatal. Su época de oro fue a finales de los años 70 y principios de los 80.
En la temporada 1979/80, la AFP Giovinazzo ganó la Liga italiana y la Recopa de Europa, derrotando al HC Sentmenat en la final. Posteriormente, en la temporada 1980/81 el equipo llegó a la final de la Copa de Europa, perdiéndola contra el FC Barcelona. En la temporada 1982/83 llegó a la final de la Copa de la CERS donde cayó ante el Amatori Vercelli.
El club se disolvió en 1997 y fue refundado en 2004.

## Palmarés
- 1 Liga italiana: 1979/80
- 1 Recopa de Europa: 1980